# Еден Парк
«Еден Парк» — найбільший регбійний стадіон у Новій Зеландії, у її найбільшому місті Окленді. Побудований ще в 1900, неодноразово реконструйований.

## Історія
Трибуни мають частково дво- та триярусну конфігурацію.
Під час останньої реконструкції Головну (вона ж Південна) трибуну повністю перебудували з нуля. Її фасад вкрили прозорою плівкою. На реконструкцію було витрачено $256 млн.
Коло кожного входу встановлені статуї Богині війни Маорі.
Стадіон використовується для ігор у регбі (національна збірна — «All Blacks», «Блуз» із Супер Регбі) та крикет. 81 % домашніх поєдинків «All Blacks» провела на цьому стадіоні.
Під час ігор у крикет місткість стадіону скорочувалася до 42 000 (до останньої реконструкції перед Кубком світу).
Еден Парк був головним стадіоном для першого Кубку світу 1987 року, на якому «All Blacks» стали першими чемпіонами світу.
На Кубку світу 2011 стадіон приймав Церемонію відкриття, п'ять ігор групового раунду (в тому числі дві гри за участю господарів турніру), два чвертьфінали (Нова Зеландія — Аргентина і Англія — Франція), а також усі поєдинки фінальної стадії — півфінали, гру за третє місце та фінал першості, де національна збірна країни вдруге здобула кубок Вебба-Еліса.
На стадіоні проводили церемонію відкриття жіночого чемпіонату світу 2023, який спільно приймали Австралія та Нова Зеландія. В матчі-відкритті жіноча збірна Нової Зеландії здобула свою першу перемогу в історії мундіалів.